# Робітнича Освіта (журнал)
«Робітнича Освіта» — місячник, орган Центральної Ради Робітників Освіти при Народному комісаріаті освіти УСРР.
Виходив у Харкові в 1927—1932 роках.
Одним з організаторів журналу та членів його редколегії був Лазар Гуревич.
У номері 7-8 журналу за 1930 рік було опубліковано статтю Лева Виготського «До проблеми розвитку інтересів у перехідному віці», яка стала частиною книги «Педологія підлітка».